# Elena Obrazcova
Elena Obrazcova, traslitterazione anglosassone Obraztsova (in russo Елена Васильевна Образцова?; Leningrado, 7 luglio 1939 – Lipsia, 12 gennaio 2015), è stata un mezzosoprano russo.

## Biografia
Da bambina visse a Leningrado durante il lungo assedio nel corso della seconda guerra mondiale.
Nel 1954-1957 studiò nel collegio musicale Čajkovskij a Taganrog e spesso partecipò a concerti nel teatro locale. Nel 1957-1958 studiò alla scuola di musica di Rostov sul Don. Nell'agosto 1958 superò l'esame di ammissione al Conservatorio di San Pietroburgo.
Nel 1963 partecipò a una produzione del Teatro Bol'šoj di Boris Godunov e in tournée con lo stesso teatro esordì poi alla Scala, dove apparirà frequentemente, in particolare nella serata inaugurale del 1977 con Don Carlo diretto da Claudio Abbado. Nel 1971 debuttò alla Wiener Staatsoper ne La dama di picche e nel 1976 al Metropolitan in Aida Nel 1978 apparve in una produzione televisiva di Carmen e nel 1982 in una di Cavalleria rusticana, entrambe con la regia di Franco Zeffirelli.
Fu ripetutamente premiata dal suo paese per meriti artistici: nel 1971 e nel 1980 con l'Ordine della Bandiera rossa del lavoro, nel 1973 e nel 1976 come Artista del popolo dell'Unione Sovietica, nel 1976 con il Premio Lenin, nel 1990 con l'Ordine di Lenin e nel 2009 con la II Classe dell'Ordine al merito per la Patria.
Nel 2014 venne colpita da leucemia, che, nonostante un trapianto di midollo, la portò alla morte.

## Repertorio
| Ruolo                                         | Titolo                    | Autore           |
| --------------------------------------------- | ------------------------- | ---------------- |
| Judith                                        | Il castello di Barbablù   | Bartók           |
| Adalgisa                                      | Norma                     | Bellini          |
| Carmen                                        | Carmen                    | Bizet            |
| Končakovna La nutrice                         | Il principe Igor'         | Borodin          |
| Oberon                                        | A Midsummer night's dream | Britten          |
| La Contessa La governante Polina              | La dama di picche         | Čajkovskij       |
| Neris                                         | Medea                     | Cherubini        |
| Principessa di Bouillon                       | Adriana Lecouvreur        | Cilea            |
| Giovanna Seymour                              | Anna Bolena               | Donizetti        |
| La Marquise de Berkenfield                    | La Fille du régiment      | Donizetti        |
| Leonora di Guzman                             | La Favorita               | Donizetti        |
| La vecchia Madelon                            | Andrea Chénier            | Giordano         |
| Orfeo                                         | Orfeo ed Euridice         | Gluck            |
| Hanna Glawari                                 | Die lustige witwe         | Lehár            |
| Santuzza                                      | Cavalleria rusticana      | Mascagni         |
| Hérodiade                                     | Hérodiade                 | Massenet         |
| Charlotte                                     | Werther                   | Massenet         |
| Marina                                        | Boris Godunov             | Musorgskij       |
| Marfa                                         | Chovanščina               | Musorgskij       |
| La zia principessa                            | Suor Angelica             | Puccini          |
| La Nonna                                      | Il giocatore              | Prokof'ev        |
| Hélène Bezukhova Maria Dmitrievna Akhrosimova | Guerra e pace             | Prokof'ev        |
| Frosia                                        | Semën Kotko               | Prokof'ev        |
| Eudossia                                      | La fiamma                 | Respighi         |
| Lyubava                                       | Sadko                     | Rimskij-Korsakov |
| Lyubasha                                      | La fidanzata dello zar    | Rimskij-Korsakov |
| Dalila                                        | Samson et Dalila          | Saint-Saëns      |
| Principe Orlofsky                             | Die Fledermaus            | Strauss          |
| Jocasta                                       | Œdipus Rex                | Stravinskij      |
| Fenena                                        | Nabucco                   | Verdi            |
| Federica                                      | Luisa Miller              | Verdi            |
| Maddalena                                     | Rigoletto                 | Verdi            |
| Azucena                                       | Il trovatore              | Verdi            |
| Ulrica                                        | Un ballo in maschera      | Verdi            |
| Principessa d'Eboli                           | Don Carlo                 | Verdi            |
| Amneris                                       | Aida                      | Verdi            |

## Discografia
| Anno | Titolo Ruolo                               | Cast                                                | Direttore           | Casa                |
| ---- | ------------------------------------------ | --------------------------------------------------- | ------------------- | ------------------- |
| 1977 | Nabucco Fenena                             | Renata Scotto, Matteo Manuguerra, Nicolaj Ghiaurov  | Riccardo Muti       | EMI                 |
|      | Adriana Lecouvreur Principessa di Bouillon | Renata Scotto, Plácido Domingo, Sherrill Milnes     | James Levine        | Sony                |
|      | Il trovatore Azucena                       | Franco Bonisolli, Leontyne Price, Piero Cappuccilli | Herbert von Karajan | EMI                 |
| 1978 | Samson et Dalila Dalila                    | Placido Domingo, Renato Bruson                      | Daniel Barenboim    | Deutsche Grammophon |
| 1979 | Un ballo in maschera Ulrica                | Placido Domingo, Katia Ricciarelli, Edita Gruberová | Claudio Abbado      | Deutsche Grammophon |
|      | Werther Charlotte                          | Placido Domingo, Arleen Auger                       | Riccardo Chailly    | Deutsche Grammophon |
|      | Rigoletto Maddalena                        | Piero Cappuccilli, Ileana Cotrubaș, Placido Domingo | Carlo Maria Giulini | Deutsche Grammophon |
|      | Luisa Miller Federica                      | Katia Ricciarelli, Placido Domingo, Renato Bruson   | Lorin Maazel        | Deutsche Grammophon |
| 1981 | Aida Amneris                               | Katia Ricciarelli, Placido Domingo, Leo Nucci       | Claudio Abbado      | Deutsche Grammophon |
| 1983 | Cavalleria rusticana Santuzza              | Placido Domingo, Renato Bruson, Fedora Barbieri     | Georges Prêtre      | Philips             |

## DVD
- Bizet, Carmen – Elena Obraztsova/Plácido Domingo/Carlos Kleiber/Vienna State Opera Chorus and Orchestra, regia Franco Zeffirelli - 1978 Arthaus Musik
- Mascagni, Cavalleria rusticana (film 1982)
- Prokofiev, War and Peace - Elena Obraztsova/Paris National Opera Chorus and Orchestra/Gary Bertini, regia Francesca Zambello - 2000 Arthaus Musik